# Urad za publikacije Evropske unije
Urad za publikacije Evropske unije je medinstitucionalni organ, ki skrbi za objavo publikacij in dokumentov institucij Evropskih skupnosti in Evropske unije (Sklep 2009/496/ES, Euratom).
Urad za publikacije vsak dan izda Uradni list Evropske unije v 22 oziroma 23 jezikih (kadar je potreben prevod v irščino) in zagotavlja obveščanje javnosti o pobudah in dejavnostih EU. Je tudi založnik ali sozaložnik informativnih publikacij institucij. Poleg tega ponuja številne spletne storitve s prostim dostopom do informacij o zakonodaji EU (EUR-Lex), publikacijah EU (spletna knjižnica in knjigarna EU Bookshop), javnih naročilih v EU (TED) ter raziskavah in razvoju v EU (CORDIS).